# مفصل غضروفي
المفاصل الغضروفية (بالإنجليزية: Cartilaginous joints)‏ هذه المفاصل ترتبط كلّية بواسطة الغضاريف، سواء كانت الغضاريف الليفية (بالإنجليزية: Fibrocartilage)‏ أو الغضاريف الزجاجية (بالإنجليزية: Hyaline cartilage).
تسمح المفاصل الغضروفية بحركة كبيرة بين العظام أكثر مما تسمح به المفاصل الليفية، ولكن تلك الحركة هي أقل من حركية المفاصل الزلالية التي تسمح بقدرة عالية على الحركة.
المفاصل الغضروفية تشكل أيضا مناطق نمو العظام الطويلة غير البالغة والأقراص بين الفقرية للعمود الفقري.

## المفاصل الغضروفية الأولية
وتُعرف أيضاً باسم «الالتحام الغضروفي» (بالإنجليزية: synchondroses)‏. ترتبط هذه العظام بواسطة غضروف زجاجي وتحدث أحيانا بين مراكز التعظّم. هذا الغضروف قد يتعظّم (يتحوّل عظاماً) مع التقدم في السن.
الأمثلة في البشر هي الصفائح المشاشية (بالإنجليزية: Epiphyseal plate)‏ (أو صفائح النمو) التي تقع بين مراكز التعظّم في العظام الطويلة، حيث تسمح تلك المفاصل هنا بحركة صغيرة فقط، كما هو الحال في العمود الفقري أو في الأضلع.

## المفاصل الغضروفية الثانوية
وتُعرف أيضاً باسم «الارتفاق» (بالإنجليزية: symphyses)‏. وهي مفاصل غضاريف ليفية ومفاصل غضاريف زجاجية، وعادة ما تتواجد في خط الوسط.
ومن الأمثلة في علم التشريح البشري: المفصل القبضوي القصي (الذي يقع بين قبضة القص وعظم القص) (بالإنجليزية: manubriosternal joint)‏، والأقراص بين الفقرية، والارتفاق العاني.
العظام المتفصلة في الارتفاق يُغطيها غضروف زجاجي ويكون بينها وسادة سميكة من الغضروف الليفي قابلة للانضغاط إلى حد ما. المفاصل الغضروفية تسمح بحركة صغيرة، على النحو الموجز أعلاه.